# منتخب الاتحاد السوفيتي لهوكي الجليد
منتخب الاتحاد السوفيتي لهوكي الجليد هو المنتخب الذي كان يمثل الاتحاد السوفيتي في منافسات هوكي الجليد، والذي كان يتم إدارته من قبل اتحاد الاتحاد السوفيتي لهوكي الجليد، وقد كان من أقوى منتخبات هوكي الجليد، حيث تمكن 22 مرة من الفوز ببطولة العالم لهوكي الجليد.

## تاريخ

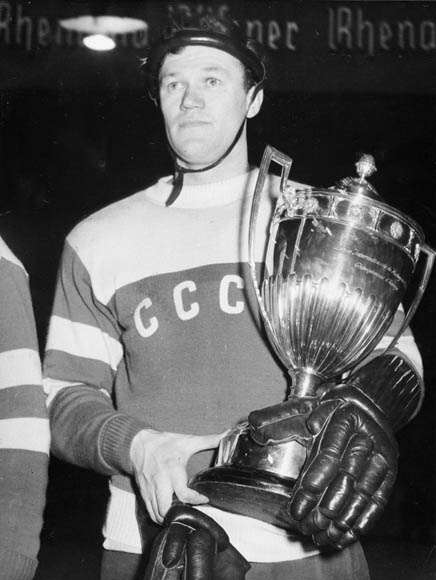
يفسيفولود بوبروف خلال دورة الألعاب الأولمبية الشتوية لعام 1956، أول ظهور للاتحاد السوفيتي في الأولمبياد.

لم يتم إدخال لعبة هوكي الجليد بشكل صحيح في الاتحاد السوفيتي حتى الأربعينيات من القرن الماضي، على الرغم من أن لعبة باندي، وهي لعبة مماثلة تُلعب على ملعب جليدي أكبر، كانت تحظى بشعبية في البلاد منذ فترة طويلة. خلال جولة في نادي دينامو موسكو بالمملكة المتحدة في عام 1945، توصل المسؤولون السوفييت إلى فكرة إنشاء برنامج هوكي الجليد. لقد شاهدوا العديد من المباريات الاستعراضية في لندن، وقال رئيس رابطة الهوكي الوطنية كلارنس كامبل لاحقًا «كان هذا هو الوقت الذي توصل فيه الروس إلى فكرة فريق الهوكي الخاص بهم. وكان لاعبي كرة القدم الروسي أكثر اهتماما في مشاهدة اللاعبين الكندي لعب الهوكي مما كان عليه في كرة القدم». تم إنشاء دوري البطولة السوفيتية في عام 1946، وتم تشكيل المنتخب الوطني بعد فترة وجيزة، حيث لعب أول مبارياته في سلسلة من المعارض ضد ال تي سي براها في عام 1948.
خطط السوفييت لإرسال فريق إلى بطولة العالم 1953، ولكن بسبب إصابة فسيفولود بوبروف، أحد لاعبيهم، قرر المسؤولون عدم الذهاب. كانوا سيظهرون لأول مرة في بطولة العالم 1954 بدلاً من ذلك. غير معروف إلى حد كبير لعالم الهوكي الأكبر، فاجأ الفريق الكثيرين بفوزه بالميدالية الذهبية، وهزم كندا في المباراة النهائية.
قام السوفييت بأول جولة استعراضية لهم في كندا عام 1957، مما أدى إلى استمرار التنافس بين الدولتين. خلال الفترة المتبقية من الخمسينيات من القرن الماضي، كانت بطولة العالم تتنافس إلى حد كبير بين كندا والاتحاد السوفيتي. تغير ذلك في أوائل الستينيات. فازت كندا بالميدالية الذهبية عام 1961، وبعد غيابها عن بطولة عام 1962 لأسباب سياسية، فاز السوفييت بالميدالية الذهبية كل عام حتى عام 1972. ربما واجهوا أكبر مفاجأة لهم في بطولة العالم 1976 ؛ في مباراتهم الافتتاحية ضد بولندا المضيفة، هزم السوفييت 6-4.
في عام 1972، لعب السوفييت دوري كندا في سلسلة معارض شهدت لعب المنتخب السوفيتي فريقًا مكونًا من لاعبي دوري الهوكي الوطني (NHL) لأول مرة. لم تسمح كل من الألعاب الأولمبية وبطولة العالم للمحترفين، لذلك لم يتمكن أفضل اللاعبين الكنديين من التنافس ضد السوفييت، واحتجاجًا على هذا، تركت كندا لعبة الهوكي الدولية في عام 1970. كانت هذه السلسلة، المعروفة باسم سلسلة القمة، فرصة لمعرفة كيف سيكون أداء لاعبي دوري الهوكي الوطني. في ثماني مباريات (أربع في كندا، وأربع في الاتحاد السوفيتي)، كانت الفرق متقاربة، واستغرق الأمر حتى آخر 34 ثانية من المباراة الثامنة لكندا لتفوز بالمسلسل، أربع مباريات مقابل ثلاث، مع تعادل واحد.
في دورة الألعاب الأولمبية الشتوية لعام 1980، تكبد السوفييت أيضًا واحدة من أبرز خسائرهم. لعب الولايات المتحدة في جولة الميدالية، خسر السوفييت 4-3. كانت هذه المباراة، التي أُطلق عليها لاحقًا اسم معجزة على الجليد، جديرة بالملاحظة لأنها كانت تضم السوفييت، المعترف بهم كأفضل فريق دولي في العالم، ضد فريق أمريكي يتألف إلى حد كبير من لاعبين على مستوى الجامعة. استمر الأمريكيون في الفوز بالميدالية الذهبية في البطولة، بينما أنهى السوفييت بالميدالية الفضية، وهي المرة الثانية فقط التي فشلوا فيها في الفوز بالميدالية الذهبية في الأولمبياد منذ ظهورهم الأول في عام 1956.
كان لإصلاحات الثمانينيات في الاتحاد السوفيتي تأثير ضار على المنتخب الوطني. لم يعد يخافوا من التحدث علانية ضد معاملتهم، انتقد لاعبون مثل فياتشيسلاف فيتيسوف وإيجور لاريونوف أسلوب إدارة مدربهم، فيكتور تيخونوف، والذي تضمن العزلة في ثكنات على الطراز العسكري لمدة أحد عشر شهرًا من العام. كما سعوا للحصول على فرصة للانتقال إلى أمريكا الشمالية واللعب في دوري الهوكي الوطني، على الرغم من أن السلطات كانت مترددة في السماح بذلك. بدأت المفاوضات مع دوري الهوكي الوطني في أواخر الثمانينيات حول هذا الأمر، وفي عام 1989 سُمح للعديد من اللاعبين، بما في ذلك كل من فيتيسوف ولاريونوف، بمغادرة الاتحاد السوفيتي والانضمام إلى فرق دوري الهوكي الوطني. 
كان يوري كوروليف رئيسًا للمجموعة البحثية للمنتخب الوطني للرجال من عام 1964 إلى عام 1992، وساهم في فوز الفريق بسبع عشرة بطولة عالمية لهوكي الجليد وسبع ميداليات ذهبية في الألعاب الأولمبية الشتوية.
الصحفي السوفيتي فسيفولود كوكوشكين سافر مع المنتخب الوطني كمراسل ومترجم من الإنجليزية إلى الروسية. كان لديه حق الوصول إلى غرفة خلع الملابس للفريق وفرصة التحدث مباشرة مع اللاعبين وأن يكون جزءًا من حياتهم اليومية. في كتابه لعام 2016 الآلة الحمراء، ذكر كوكوشكين أن لقب المنتخب السوفيتي دخل حيز الاستخدام خلال سلسلة Super Series 1983، عندما كتب عنوان رئيسي في إحدى الصحف في مينيابوليس «الآلة الحمراء تدحرجت علينا».

## الجدل
حتى عام 1977، لم يكن اللاعبون المحترفون قادرين على المشاركة في بطولة العالم، ولم يتمكنوا حتى عام 1988 من اللعب في دورة الألعاب الأولمبية الشتوية. ومع ذلك، كان الفريق السوفييتي مأهولًا بلاعبين هواة كانوا في الأساس رياضيين بدوام كامل تم توظيفهم كعمال منتظمين في شركة (صناعة الطائرات، عمال الأغذية، صناعة الجرارات) أو منظمة (لجنة أمن الدولة (الاتحاد السوفيتي)، الجيش الأحمر، القوات الجوية السوفيتية) التي رعت ما أن يتم تقديمهم كفريق هوكي تابع للمجتمع الرياضي الاجتماعي بعد ساعات العمل لعمالهم من أجل الحفاظ على وضعهم كمهواة. بحلول سبعينيات القرن الماضي، احتج العديد من اتحادات الهوكي الوطنية، مثل كندا، على استخدامهم لمكانة الهواة للاعبي فرق الكتلة الشرقية وحتى انسحبوا من الألعاب الشتوية لعامي 1972 و 1976.

## احصائيات
الهدافون (الأولمبياد، بطولة العالم، كؤوس كندا، سلسلة القمة لعام 1972)
1. سيرجي ماكاروف - 248 نقطة
2. ألكسندر مالتسيف - +213 نقطة
3. فاليري خارلاموف - 199 نقطة
4. بوريس ميخائيلوف - 180 نقطة
5. فلاديمير بيتروف - 176 نقطة

## بطولات أخرى
- كأس دويتشلاند: الميدالية الذهبية (1988، 1991)
- كأس نيسان: الميدالية الذهبية (1990)

## لاعبون بارزون
- يفغيني بابيتش
- هيلموتس بالديريس
- فسيفولود بوبروف
- فياتشيسلاف بيكوف
- فيتالي دافيدوف
- فياتشيسلاف فيتيسوف
- أناتولي فيرسوف
- فاليري كامينسكي
- سيرجي كابوستين
- أليكسي كاساتونوف
- فاليري خارلاموف
- فلاديمير كروتوف
- ألفريد كوتشيفسكي
- إيغور لاريونوف
- سيرجي ماكاروف
- الكسندر مالتسيف
- بوريس ميخائيلوف
- فلاديمير بيتروف
- الكسندر راجولين
- فياتشيسلاف ستارشينوف
- فلاديسلاف تريتياك
- فاليري فاسيليف
- الكسندر ياكوشيف
- يفغيني زيمين
- فيكتور زنجر

## المدربين
| سنين      | مدرب رياضي       | إنجازات |
| --------- | ---------------- | --- |
| 1953      | أناتولي تاراسوف  | |
| 1953-1957 | أركادي تشيرنيشيف | 1 ميدالية ذهبية أولمبية، 2 ميدالية ذهبية في بطولة العالم، 2 ميدالية فضية في بطولة العالم                                                             |
| 1958-1960 | أناتولي تاراسوف  | 1 ميدالية برونزية أولمبية، 2 ميدالية فضية في بطولة العالم                                                                                            |
| 1961-1972 | أركادي تشيرنيشيف | 3 ميداليات ذهبية أولمبية، 9 ميداليات ذهبية في بطولة العالم، 1 ميدالية فضية في بطولة العالم، 1 ميدالية برونزية في بطولة العالم                        |
| 1972-1974 | فسيفولود بوبروف  | 2 ميدالية ذهبية في بطولة العالم |
| 1974-1977 | بوريس كولاجين    | 1 ميدالية ذهبية أولمبية، 1 ميدالية ذهبية في بطولة العالم، 1 ميدالية فضية في بطولة العالم، 1 ميدالية برونزية في بطولة العالم                          |
| 1977-1991 | فيكتور تيخونوف   | 2 ميدالية ذهبية أولمبية، 1 ميدالية فضية أولمبية، 8 ميداليات ذهبية في بطولة العالم، 2 ميدالية فضية في بطولة العالم، 2 ميدالية برونزية في بطولة العالم |